# 索默斯多夫
索默斯多夫是德国梅克伦堡-前波莫瑞州的一个市镇。总面积8.74平方公里，总人口258人，其中男性138人，女性120人（2011年12月31日），人口密度30人/平方公里。